# Julie Plec
Julie Plec, född 26 maj 1972 i USA, är en amerikansk TV-producent, författare och regissör, och är mest känd för sitt arbete på tv-serien The Vampire Diaries (2009–2017) som hon producerade tillsammans med Kevin Williamson, och dess spinoffs The Originals (2013–2018) och Legacies (2018–2022). Hon utvecklade också serien Containment (2016).

## Personligt liv
Plec har avlagt en examen från Northwestern University 1994. Hon hade ursprungligen valt film som sitt huvudsakliga ämne men bytte senare till huvudämnet "interdepartemental major" som till största del blandar teater, kommunikation och film.

## Karriär
Plec arbetade som co-producent och assistent till Wes Craven på både Scream 2 och Scream 3, samt filmen Cursed som släpptes 2005 med Christina Ricci, Jesse Eisenberg, Joshua Jackson och Shannon Elizabeth.
Från 2006-2009 var Plec producent och skribent för Kyle XY.
Plec utvecklade en ny TV-serie för The CW med titeln The Vampire Diaries, som anpassades från en romanserie med samma namn av Lisa Jane Smith. Serien följer Elena Gilbert (Nina Dobrev) som blir kär i vampyren Stefan Salvatore (Paul Wesley) och hamnar senare i en kärlekstriangel mellan Stefan och hans äldre bror Damon (Ian Somerhalder), medan bröderna också hemsöks av sitt förflutna de haft med Katherine Pierce (också spelad av Dobrev). Serien fokuserar också på Elenas vänner och andra invånare i den fiktiva staden Mystic Falls, Virginia. The Vampire Diaries hade premiär den 10 september 2009 och har blivit en inhemsk och internationell succé.
Den 11 januari 2013 tillkännagavs att ett fristående pilotavsnitt i The Vampire Diaries med titeln The Originals med fokus på den ursprungliga vampyrfamiljen var på gång. Piloten sändes i april 2013 som en del av The Vampire Diaries fjärde säsong. Den plockades senare upp av The CW som en helt ny serie som sände sin första säsong mellan 2013 och 2014. Joseph Morgan återupptar sin roll som Klaus i serien. Den har också The Vampire Diaries-skådespelarna Daniel Gillies, Claire Holt och Phoebe Tonkin, samt nya skådespelare. Denna spinoff utfördes endast av Plec utan Kevin Williamson.
Plec utvecklade fram serien Legacies, också en spinoff till The Originals, som hade sin premiär i oktober 2018. Serien sände sin sista säsong i juni 2022. Plec har därefter meddelat att hon vill utveckla fram en ny serie i The Vampire Diaries-universumet.

## Filmografi

### Film
| Titel                  | År   | Krediteras som        |
| ---------------------- | ---- | --------------------- |
| Vampire in Brooklyn    | 1995 | regiassistent         |
| Scream                 | 1996 | assistent: Mr. Craven |
| Scream 2               | 1997 | associate producer    |
| Teaching Mrs. Tingle   | 1999 | associate producer    |
| The Broken Hearts Club | 2000 | Co-producent          |
| Scream 3               | 2000 | Co-producent          |
| Cursed                 | 2005 | Co-producent          |

† = serien har inte sänts ännu.
| Titel                  | År      | Krediteras som | Krediteras som | Krediteras som | Krediteras som     | Krediteras som | Nätverk     |
| Titel                  | År      | Skapare        | Producent      | Författare     | Exekutiv producent | Showrunner     | Nätverk     |
| ---------------------- | ------- | -------------- | -------------- | -------------- | ------------------ | -------------- | ----------- |
| Dawsons Creek          | 1999    | Nej            | Nej            | Nej            | Nej                | Nej            | The WB      |
| Wasteland              | 1999    | Nej            | Co-producent   | Nej            | Nej                | Nej            | ABC         |
| Kyle XY                | 2006-09 | Nej            | Ja             | Ja (8)         | Nej                | Nej            | ABC         |
| The Vampire Diaries    | 2009-17 | Utvecklare     | Ja             | Ja (31)        | Ja                 | Ja             | The CW      |
| The Originals          | 2013-18 | Ja             | Nej            | Ja (11)        | Ja                 | Ja             | The CW      |
| The Tomorrow People    | 2013-14 | Utvecklare     | Nej            | Nej            | Ja                 | Nej            | The CW      |
| Containment            | 2016    | Utvecklare     | Nej            | Ja (3)         | Ja                 | Ja             | The CW      |
| Recon                  | 2016    | Nej            | Nej            | Nej            | Ja                 | Nej            | Fox         |
| Time After Time        | 2017    | Nej            | Nej            | Nej            | Nej                | Nej            | AXN         |
| Riverdale              | 2018    | Nej            | Nej            | Nej            | Nej                | Nej            | The CW      |
| Legacies               | 2018-22 | Ja             | Nej            | Ja (6)         | Ja                 | Ja             | The CW      |
| Roswell, New Mexico    | 2019-21 | Nej            | Nej            | Nej            | Ja                 | Nej            | The CW      |
| The Endgame            | 2022    | Nej            | Nej            | Nej            | Ja                 | Nej            | NBC         |
| Vampire Academy        | 2022    | Utvecklare     | Nej            | Ja (1)         | Ja                 | Ja             | Peacock     |
| The Girls on the Bus † | 2023    | Utvecklare     | Nej            | Ja             | Ja                 | Ja             | HBO Max     |
| We Were Liars †        | TBA     | Utvecklare     | Nej            | Ja (1)         | Ja                 | Ja             | Prime Video |
| Confessions †          | TBA     | Ja             | Nej            | Ja (1)         | Ja                 | Ja             | Netflix     |
| Freeman †              | TBA     | Nej            | Nej            | Nej            | Ja                 | Nej            | Peacock     |
| Clifton †              | TBA     | Nej            | Nej            | Nej            | Ja                 | Nej            | Peacock     |